# Päsmäri
Päsmäri är en sjö i Finland. Den ligger i kommunen Sonkajärvi i landskapet Norra Savolax, i den centrala delen av landet, 400 km norr om huvudstaden Helsingfors. Päsmäri ligger 138,5 meter över havet. Den är 3,88 meter djup. Arean är 2,83 kvadratkilometer och strandlinjen är 16,6 kilometer lång. Sjön  ingår i Vuoksens huvudavrinningsområde.   Den sträcker sig 5,9 kilometer i nord-sydlig riktning, och 2,0 kilometer i öst-västlig riktning.
I övrigt finns följande vid Päsmäri:
- Haapajärvi (en sjö)